# Joan Minguell Gasull
Joan Minguell Gasull (Reus, Baix Camp, 24 de desembre de 1878 - 21 d'agost de 1936) va ser un advocat català.
Fill de Josep Minguell, un fabricant de sabó reusenc i de Teresa Gassull, de Constantí, i germà del sacerdot i escriptor Ramon Minguell, va estudiar a l'institut de Reus i després Filosofia a la Universitat de Barcelona, que va compaginar amb els estudis de Dret. Es va llicenciar en Dret el 1909 i en Filosofia el 1912. Va ser professor ajudant de lletres a un institut de Tarragona des de l'any 1914 al 1916, quan amb el mateix càrrec va passar a l'Institut de Reus. Va ser professor numerari d'aquest institut des de 1918 fins al 1930. Donava les assignatures de llengua llatina, llengua i literatura castellanes, geografia i història i filosofia.
A més, exercia a Reus com a advocat i va tenir un càrrec al jutjat municipal. El seu paper més destacat va ser com a secretari de la Cambra Oficial de la Propietat Urbana, on defensava, amb un tarannà catòlic conservador, els drets dels propietaris. També va ser secretari de la Cambra de Comerç i Indústria de Reus. Conegut pel seu conservadorisme i catolicisme, pel juliol de 1936 es va amagar juntament amb un germà seu, Josep Minguell, però per l'agost d'aquell any, un grup de milicians els va trobar i els va afusellar a la riera de Maspujols.